# Конюшина смугаста
Конюшина смугаста (Trifolium striatum) — вид рослин з родини бобові (Fabaceae), поширений у пн.-зх. Африці, Європі, зх. Азії.

## Опис
Листки м'які; бічні жилки листочків прямі і спрямовані вгору; квітки рожеві. Однорічна рослина 5–40 см. Стебла від повзучих до висхідних, нещільно гіллясті. Насіння від широко еліптичного до кулястого, 1.6–2.2 × 1.4–1.8 мм; поверхня тьмяна, трохи бородавчаста, жовта чи ржаво-коричнева (старе насіння). 2n=14.

## Поширення
Поширений у пн.-зх. Африці, Європі крім сходу, зх. Азії — Азербайджан, Грузія, Кіпр, Іран, Ірак, Туреччина.
В Україні вид зростає на трав'янистих схилах, лісових галявинах і вздовж лісових доріг — у гірському Криму, Присивашші і на Керченському півострові, досить часто.